# Бездомник (дружество)
„Бездомник“ (изписване до 1945 година: „Бездомникъ“) е взаимоспомагателно спестовно строително дружество, създадено от македонски бежанци в Кюстендил.

## История
Дужеството е създадено на 2 ноември 1919 година и регистрирано на 21 юни 1920 година. Учредители са 42 души. Дружеството има за цел да подпомага членовете си – предимно бежанци от Македония, да се сдобият с жилище. Средствата на дружеството се събират от дружествените дялове, от членски внос, от доброволни помощи и други.